# Renate Meinhof

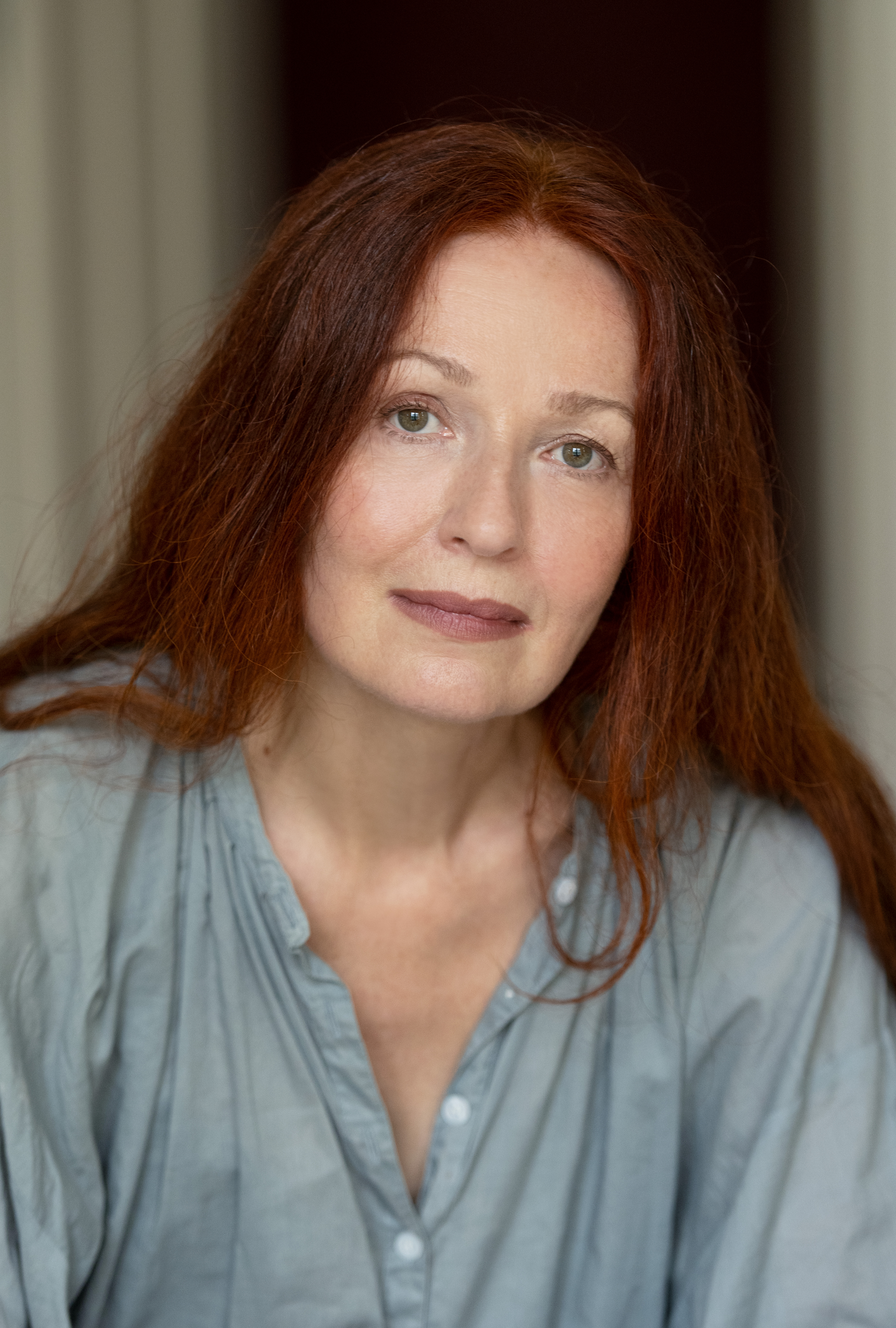
Renate Meinhof (2021)

Renate Meinhof (* 24. Januar 1966 in Bergen auf Rügen) ist eine deutsche Journalistin.

## Leben und Wirken
Renate Meinhof wuchs in einem evangelischen Pfarrhaus auf der Insel Rügen auf. Ihre Vorfahren väterlicherseits waren in mehreren Generationen Pastoren. Ihre Eltern akzeptierten nach ihren Angaben das SED-Regime nie, sie selbst habe bereits als Kind gelernt, „dass es mehrere Wahrheiten gibt, und dass es weh tun kann, für die eigene Überzeugung einzutreten“.
Nach dem Abitur am Kirchlichen Oberseminar Potsdam-Hermannswerder machte sie eine Bibliothekarslehre beim Bund der Evangelischen Kirchen in der DDR. Anschließend nahm sie ein Studium der evangelischen Theologie am Evangelischen Sprachenkonvikt in Ost-Berlin auf, das sie nach der politischen Wende in der DDR von 1989/90 in Frankfurt am Main und an der Kirchlichen Hochschule in Berlin-Zehlendorf fortsetzte. Das Studium schloss sie an der Humboldt-Universität in Berlin ab. 
Nach dem Besuch der Deutschen Journalistenschule in München arbeitete sie ab 1996 in der Redaktion der Tagesthemen unter Ulrich Wickert in Hamburg. Seit 1999 arbeitet sie in der Reportageredaktion (Seite Drei) der Süddeutschen Zeitung.
Für ihre Reportagen wurde Renate Meinhof in den Jahren 2000, 2002 und 2004 mit dem Sophie-Medienpreis des Landes Mecklenburg-Vorpommern ausgezeichnet.
2006 erschien ihr Buch über den Einmarsch der Roten Armee 1945 in Vorpommern unter dem Titel „Das Tagebuch der Maria Meinhof“. Es handelt sich um eine zeitgeschichtliche Reportage auf der Grundlage von Aufzeichnungen ihrer Großmutter, die die Enkelin sechs Jahrzehnte später auf dem Dachboden fand. Ulrich Wickert nannte die Darstellung in seiner Rezension für Die Zeit ein „Gemälde à la Hieronymus Bosch aus den Tagen des Untergangs“.
2008 erhielt sie den Deutsch-Polnischen Journalistenpreis. Die preisgekrönte Reportage „Die wundersame Welt der Waschkraft“ wurde 2009 von Hans-Christian Schmid verfilmt. 2011 wurde sie mit dem Emma-JournalistInnenpreis ausgezeichnet. 2021 erhielt sie den Ulrich-Wickert-Preis für Kinderrechte, 2022 wurde sie erste Preisträgerin der Stiftung zum Wohl des Pflegekindes.
Renate Meinhof ist verheiratet und hat zwei Kinder.

## Buchpublikation
- Das Tagebuch der Maria Meinhof. April 1945 bis März 1946 in Pommern – Eine Spurensuche. Hoffmann und Campe, Hamburg 2005, ISBN 3-455-09425-2 (Taschenbuchausgabe: Rowohlt 2006)

## Auszeichnungen
- Sophie-Medienpreis des Landes Mecklenburg-Vorpommern (2000, 2002, 2004)
- Der goldene Maulwurf (Feuilletonpreis des Umblätterers, 2007)
- Deutsch-Polnischer Journalistenpreis (2008)
- Emma-JournalistInnenpreis (2011)
- Ulrich Wickert Preis für Kinderrechte (2021)
- Preis der Stiftung zum Wohl des Pflegekindes (2022)

### Video
- 30 Jahre Mauerfall - "An der Grenze haben meine Eltern geweint", sz.de, 9. November 2019.
- Renate Meinhof über den niederländischen Gräberdienst sz.de, abgerufen am 6. November 2020